# Episodi di Gargoyles - Il risveglio degli eroi (prima stagione)
La prima stagione della serie animata Gargoyles - Il risveglio degli eroi è stata trasmessa negli Stati Uniti e Canada dalla rete tematica a pagamento Toon Disney dal 24 ottobre 1994 al 3 febbraio 1995. In Italia viene trasmesso dal 21 ottobre 1995 su Rai 1 all'interno di Disney Club.
| Nº | Titolo originale       | Titolo italiano              | Prima TV USA     | Prima TV Italia  |
| -- | ---------------------- | ---------------------------- | ---------------- | ---------------- |
| 1  | Awakening, Part 1      | Il risveglio (prima parte)   | 24 ottobre 1994  | 21 ottobre 1995  |
| 2  | Awakening, Part 2      | Il risveglio (seconda parte) | 25 ottobre 1994  | 28 ottobre 1995  |
| 3  | Awakening, Part 3      | Il risveglio (terza parte)   | 26 ottobre 1994  | 4 novembre 1995  |
| 4  | Awakening, Part 4      | Il risveglio (quarta parte)  | 27 ottobre 1994  | 11 novembre 1995 |
| 5  | Awakening, Part 5      | Il risveglio (quinta parte)  | 28 ottobre 1994  | 18 novembre 1995 |
| 6  | The Thrill of the Hunt | Il branco è a caccia         | 4 novembre 1994  | 25 novembre 1995 |
| 7  | Temptation             | Il sortilegio                | 11 novembre 1994 | 2 dicembre 1995  |
| 8  | Deadly Force           | Una vita sospesa             | 18 novembre 1994 | 9 dicembre 1995  |
| 9  | Enter MacBeth          | Macbeth                      | 6 gennaio 1995   | 23 dicembre 1995 |
| 10 | The Edge               | I falsi gargoyles            | 13 gennaio 1995  | 30 dicembre 1995 |
| 11 | Long Way to Morning    | L'alba                       | 20 gennaio 1995  | 6 gennaio 1996   |
| 12 | Her Brother's Keeper   | Conflitto fraterno           | 27 gennaio 1995  |                  |
| 13 | Reawakening            | Il nuovo risveglio           | 3 febbraio 1995  |                  |

## Il risveglio (prima parte)
- Titolo originale: Awakening, Part 1
- Diretto da: Saburo Hashimoto e Kazuo Terada
- Scritto da:

## Il risveglio (seconda parte)
- Titolo originale: Awakening, Part 2
- Diretto da: Takamitsu Kawamura e Kazuo Terada
- Scritto da:

## Il risveglio (terza parte)
- Titolo originale: Awakening, Part 3
- Diretto da: Saburo Hashimoto e Kazuo Terada
- Scritto da:

## Il risveglio (quarta parte)
- Titolo originale: Awakening, Part 4
- Diretto da: Saburo Hashimoto e Kazuo Terada
- Scritto da:

## Il risveglio (quinta parte)
- Titolo originale: Awakening, Part 5
- Diretto da: Takamitsu Kawamura e Kazuo Terada
- Scritto da:

## Il branco è a caccia
- Titolo originale: The Thrill of the Hunt
- Diretto da: Saburo Hashimoto e Kazuo Terada
- Scritto da:

## Il sortilegio
- Titolo originale: Temptation
- Diretto da: Saburo Hashimoto e Kazuo Terada
- Scritto da:

## Una vita sospesa
- Titolo originale: Deadly Force
- Diretto da: Saburo Hashimoto e Kazuo Terada
- Scritto da:

## Macbeth
- Titolo originale: Enter Macbeth
- Diretto da: Saburo Hashimoto e Kazuo Terada
- Scritto da:

## I falsi gargoyles
- Titolo originale: The Edge
- Diretto da: Saburo Hashimoto e Kazuo Terada
- Scritto da:

## L'alba
- Titolo originale: Long Way to Morning
- Diretto da: Takamitsu Kawamura e Kazuo Terada
- Scritto da:

## Conflitto fraterno
- Titolo originale: Her Brother's Keeper
- Diretto da: Takamitsu Kawamura e Kazuo Terada
- Scritto da:

## Il nuovo risveglio
- Titolo originale: Reawakening
- Diretto da: Saburo Hashimoto e Kazuo Terada
- Scritto da: